# Boris Sergeevič Stečkin
Boris Sergeevič Stečkin (in russo Бори́с Серге́евич Сте́чкин?; Trufanovo, 5 agosto 1891, 24 luglio del calendario giuliano – Mosca, 2 aprile 1969) è stato un ingegnere aeronautico sovietico, dal 1946 membro corrispondente dell'Accademia delle Scienze dell'URSS, dal 1953 accademico.

## Biografia
Boris Stečkin nacque nel 1891 in un villaggio del Governatorato di Tula da una famiglia di rango nobiliare. Studiò fino al 1908 alla Scuola militare Bachtin di Orël, dopodiché si iscrisse alla facoltà di meccanica della Scuola tecnica imperiale di Mosca, divenendo membro del gruppo di studi aeronautici diretto da Nikolaj Žukovskij. Durante gli studi lavorò come ingegnere e progettista, e insieme a Vetčinkin effettuò i calcoli necessari a Pëtr Nikolaevič Nesterov per compiere il famoso giro della morte (1913).
Per continuare a lavorare con Žukovskij, Stečkin fece domanda di proroga alla Scuola tecnica, dove rimase a studiare fino al 1918.
Tra il 1915 e il 1917 lavorò inoltre con Mikulin presso il laboratorio di invenzioni militari di Lebedenko, realizzando il mirino per lo sganciamento di bombe dall'Ilya Muromets e il primo motore AMBS-1 per il carro armato Zar. Tale motore possedeva caratteristiche e soluzioni progettuali di grande portata per l'epoca (ad esempio l'iniezione del carburante nei cilindri) ma era fatto di materiali di scarsa qualità e funzionava soltanto per pochi minuti prima che le bielle si piegassero. Gli avvenimenti del 1917 e la cessazione dei finanziamenti interruppero i lavori su questo motore, ma gli esperimenti furono utili sia a Stečkin che a Mikulin per i loro successivi studi sui motori aerei.
Dopo la conclusione della Scuola tecnica (1918), Stečkin, dietro presentazione di Žukovskij, effettuò nello stesso istituto il praticantato per ottenere lo status di professore, che conseguì nel 1921. Negli anni venti divenne uno dei più autorevoli specialisti del Paese nel campo della progettazione di motori aerei, dando un significativo contributo allo studio del motore a combustione interna a pistoni. Nel 1929 pubblicò sulla rivista Technika Vozdušnogo Flota l'articolo Teoria del motore aereo a reazione, nel quale per la prima volta venivano formulati principi che sarebbero diventati basilari in questo ramo della tecnica.
Tra il 1931 e il 1933 nell'ufficio diretto da Stečkin furono progettati, realizzati e passati al banco prova i motori Diesel JaGG, PGE e KODŽU e fu completato il lavoro sul mille cavalli FĖD-8. Sebbene questi motori non siano mai arrivati alla produzione in serie, gli studi su di essi si sono rivelati fondamentali per la realizzazione, tra il 1933 e il 1937, sotto la direzione di Stečkin, di due motori Diesel aerei originali.

### La prigionia
Negli anni trenta Stečkin fu arrestato due volte. Il 20 ottobre 1930 fu incarcerato nell'ambito dell'affare Prompartija e condannato a tre anni. Fu tuttavia rilasciato grazie all'intervento dell'accademico Sergej Čaplygin alla fine del 1931, quando il processo subì una revisione. Una seconda volta fu arrestato nel dicembre del 1937, e durante il processo condivise la cella con Valentin Gluško, futuro accademico e progettista di motori per missili.
Stečkin rimase in prigionia, lavorando presso il CKB-29 (šaraška di Tupolev), fino al 1943, quando fu liberato dietro richiesta di Mikulin a Stalin. Ciò avvenne in coincidenza con la realizzazione di una fabbrica di prototipi di motori aerei, di cui Mikulin propose Stečkin come direttore scientifico.

### Collaborazioni
Lavorando in diverse organizzazioni, Stečkin collaborò strettamente con i principali scienziati sovietici, tra cui, oltre ai già citati Žukovskij e Mikulin, Fridrich Cander, Sergej Korolëv, Andrej Tupolev e altri. Ebbe un ruolo importante nella costituzione dei principali centri di ricerca sull'aeronautica e la missilistica, tra cui lo TsAGI, l'Accademia di Ingegneria Aeronautica Militare Žukovskij, l'Istituto dei Motori dell'Accademia delle Scienze, di cui, dal 1951, fu il primo direttore. All'inizio del 1930 era diventato inoltre vicedirettore scientifico dell'Istituto di ricerca sulla costruzione di motori aerei.
Una parte significativa dell'attività scientifica di Stečkin consistette nell'opera di insegnamento: fu docente alla Scuola tecnica dal 1921 al 1927, all'Istituto aeronautico dal 1933 al 1937, all'Accademia Žukovskij dal 1921 al 1954, all'Università tecnica automobilistica dal 1954 al 1959.

## Onorificenze

### Altre onorificenze
- Medaglia «Per l'opera valorosa durante la Grande guerra patriottica 1941-1945».
- Medaglia «Per la vittoria sulla Germania durante la Grande guerra patriottica 1941-1945».
- Medaglia «In ricordo degli 800 anni di Mosca».

## Opere
- (RU)  Теория тепловых двигателей: Изобранные труды. Nauka, 1977, pp. 410.
- (RU)  Избранные труды. Fizmatlit, 2005, pp. 488. ISBN 5-9221-0587-6.